# Cratere Borman
Borman è un cratere lunare di 50,72 km situato nella parte sud-orientale della faccia nascosta della Luna.
Il cratere è dedicato all'astronauta statunitense Frank Borman.

## Crateri correlati
Alcuni crateri minori situati in prossimità di Borman sono convenzionalmente identificati, sulle mappe lunari, attraverso una lettera associata al nome.
| Borman | Coordinate             | Diametro (in km) |
| ------ | ---------------------- | ---------------- |
| V      | 37°37′48″S 151°24′00″W | 28,01            |

I seguenti crateri sono stati rinominati dall'Unione Astronomica Internazionale:
- Borman A - Vedi cratere McNair.
- Borman L - Vedi cratere Husband.
- Borman X - Vedi cratere Resnik.
- Borman Y - Vedi cratere McAuliffe.
- Borman Z - Vedi cratere Jarvis.